# Geometra sinoisaria
Geometra sinoisaria là một loài bướm đêm trong họ Geometridae.